# Denys le Grammairien
Pour les articles homonymes, voir Denys.
Denys le Grammairien ou le Thrace (en grec ancien Διονύσιος ὁ Θρᾷξ / Dionúsios ho Thrâx, en latin Dionysius Thrax ; né en 170 et mort en 90 av. J.-C.) est un linguiste et grammairien grec du IIe siècle av. J.-C.

## Biographie
Ayant des origines thraces, Denys est né à Alexandrie en Égypte. Il fut le disciple d'Aristarque et enseigna les belles-lettres à Rhodes. 
Il a rédigé une Grammaire grecque, longtemps classique, qui a été publiée par Fabricius, dans le tome VII de sa Bibliothèque grecque, et par Bekker dans Anecdota graeca (tome II, Berlin, 1816). Il en existe une traduction en langue arménienne, publiée par Jacques Chahan de Cirbied, et une en français publiée par Jean Lallot.